# Рукавишніков Микола Миколайович
Рукави́шніков Мико́ла Микола́йович (нар. 18 вересня 1932 — пом. 19 жовтня 2002) — льотчик-космонавт СРСР, двічі Герой Раждянського Союзу (1971, 1974).

## Біографія
Народився 18 вересня 1932 року в місті Томськ РРФСР (нині — Росія) в сім'ї залізничників.
1951 року вступив до Московського інженерно-фізичного інституту. В студентстві схилявся до наукової роботи.
1957 року закінчив факультет електронних обчислювальних пристроїв і засобів автоматики Московського інженерно-фізичного інституту і отримав кваліфікацію інженера-фізика зі спеціальності «Діелектрики і напівпровідники».
З 17 липня 1957 року працював інженером в Центральному науково-дослідницькому інституті (ЦНДІ)-58 (в/ч 764). Займався введенням в експлуатацію ЕОМ «Урал», а також проектуванням, розробкою, установкою і натурними випробуваннями систем автоматичного управління і захисту ядерних реакторів.
З 1 вересня 1959 року працював інженером 21-го відділу ДКБ-1 (нині РКК «Енергія»). Займався розробкою системи автоматичного управління і апаратури міжпланетних станцій (об'єктів 1М і 1ВА), а також розробкою апаратури, заводськими і льотними випробуваннями об'єктів.
1 жовтня 1960 року назначений старшим інженером і керівником групи з розробки систем управління космічними об'єктами 2MB і ЗМВ.
Впродовж 1962–1963 років розробляв бортовий комплекс контролю і автоматичної обробки інформації з використанням ЦОМ для виробу НЕК.
З 3 жовтня 1964 року як начальник групи керував розробкою частини систем контролю і управління виробом з використанням ЕОМ.
11 серпня 1966 року призначений начальником групи 322го відділу. Займався розробкою приладів ручного управління бортовими системами місячного облітного корабля Л1 за програмою УР-500К — Л1, їхніми заводськими і лабораторними випробуваннями.
1 лютого 1967 року зарахований до 731го відділу ЦКБЕМ випробувачем (кандидатом в космонавти-випробувачі).
27 травня 1968 року наказом міністра загального машинобудування № 163 зарахований до 731го відділу (загін космонавтів) ЦКБЕМ.
Пройшов повний курс підготовки до польотів на кораблях типу «Союз» і орбітальних станціях типу «Салют» (ДОС). Проходив підготовку за радянською «місячною» програмою.
- Перший космічний політ: 23-25 квітня 1971 року інженером-випробувачем космічного корабля Союз-10 разом з Володимиром Шаталовим і Олексієм Єлісеєвим. Тривалість польоту: 1 доба 23 години 45 хвилин 54 секунди. Програма польоту передбачала тритижневу роботу на борту орбітальної космічної станції Салют-1. Виконано перше у світі стикування з орбітальною станцією («Салют»). Однак через поломку стикувального агрегату корабля не вдалось повністю стягнути корабель і станцію і забезпечити герметичність стику. Перехід на ОС «Салют» скасовано, політ припинено достроково після обльоту станції «Салют» і її фотографування.

З травня 1973 року проходив підготовку за радянсько-американською програмою ЕПАС. Був призначений бортінженером другого екіпажу.
- Другий космічний політ: 2-8 грудня 1974 року бортінженером космічного корабля Союз-16 разом з Анатолієм Філіпченком. Тривалість польоту: 5 діб 22 години 23 хвилини 35 секунд. В польоті випробувано нову модифікацію корабля 7К-ТМ зі стикувальним вузлом для програми ЕПАС.

Під час старту КК Союз-19 15 липня 1975 року був дублером бортінженера корабля.
Надалі готувався за програмами міжнародних польотів. Був членом дублерного екіпажу під час радянсько-чехословацького польоту 2-10 березня 1978 року.
- Третій космічний політ: 10-12 квітня 1979 командиром космічного корабля Союз-33 (перший цивільний спеціаліст — командир радянського космічного корабля). Тривалість польоту: 1 доба 23 години 1 хвилина 6 секунд. Політ відбувався за радянсько-болгарським проектом і передбачав роботу на борту орбітальної станції Салют-6. Через аварію двигуна корабля стикування не відбулось і корабель здійснив аварійну посадку.

Готувався до радянсько-індійського польоту, але через хворобу не брав участі в польоті.
Пішов з загону космонавтів і з 7 липня 1987 року продовжив працювати заступником керівника 19го комплексу НВО (РКК) «Енергія». В листопаді 1999 року звільнений з РКК «Енергія» у зв'язку з виходом на пенсію.
Голова Федерації космонавтики СРСР (1981—1991 гг.). З 1991 по 1999 рік — президент Федерації космонавтики Російської Федерації. З 1999 року — почесний президент Федерації космонавтики Росії.
Помер 19 жовтня 2002 року від серцевого нападу, який виник на тлі набряку легень, після важкої хвороби (хвороба Альцгеймера). Похований на Останкінському кладовищі міста Москва.

## Нагороди
Указом Президії Верховної Ради СРСР від 30 квітня 1971 року за успішне здійснення космічного польоту та виявлені мужність і героїзм Рукавишников Микола Миколайович удостоєний звання Героя Радянського Союзу з врученням ордена Леніна і медалі «Золота Зірка» (№ 10728).
Указом Президії Верховної Ради СРСР від 11 грудня 1974 року за успішне здійснення космічного польоту та виявлені мужність і героїзм Рукавишников Микола Миколайович нагороджений другою медаллю «Золота Зірка».
Нагороджений трьома орденами Леніна і медалями.
Також має іноземні нагороди, серед яких: Герой Народної Республіки Болгарія, Герой Монгольської Народної Республіки.
Удостоєний золотої медалі імені К. Е. Ціолковського АН СРСР, почесного диплома імені В. М. Комарова (FAI).
Почесний громадянин міст: Калуга, Томськ, Кяхта (Росія), Караганда, Аркалик, Джезказган (Казахстан), Сухе-Батор (Монголія), Х'юстон (США), Стара Загора.

## Пам'ять
Бронзове погруддя М. М. Рукавишникова встановлено в місті Томську.